# Бенгальський варан
Бенгальський варан (Varanus bengalensis) — представник родини варанових. Має два  підвиди.

## Опис
Загальна довжина сягає 1.75—2 м, вага до 7,2 кг Бенгальський варан має стрункий тулуб, вузьку загострену голову. Стиснутий з боків хвіст, зверху є низький подвоєний киль. Молодь цих варанів має колір темно—оливковий, зверху вони наділені дрібними крапочками, також круглі плямочки розташовані поперечними рядами. Дорослі варани жовтого, коричнево—оливкового, коричнево—сірого кольору. Іноді у них темніші плями.

## Спосіб життя
Полюбляє сухі місцини, ліси, чагарники, водоймища. Риє під каміннями та деревами глибокі нори. Бенгальські варани добре лазають по деревах, швидко бігають по суходолу. На півночі свого розповсюдження впадає у сплячку.
Харчується бенгальський варан комахами, дрібними ящірками та ссавцями, птахами та їх яйцями.
Це яйцекладучі тварини. Бенгальський варан відкладає до 24 яєць. Яйця розташовані спеціальних ямах з грудня до квітня, а наприкінці травня з'являються молоді варани. 

## Розповсюдження
Зустрічається у М'янмі, Малайському півострові, Філіппінах, Шрі—Ланці, Індії, Непалі, Бангладеші, Індокитаї, Малих Зондських островах.